# 5. Jagd-Division
A 5. Jagd-Division (5ª divisão de combate aéreo) foi uma das principais divisões da Luftwaffe durante a Segunda Guerra Mundial.

## Criação e diferentes denominações
Esta divisão foi formada em junho de 1943 em Schleissheim, a partir do Jagdfliegerführer Süddeutschland. A 15 de setembro de 1943 é renomeada para 7. Jagd-Division. A divisão foi imediatamente re-formada no próprio dia 15 de setembro em Paris (Jouy-en-Josas) a partir de elementos do Höherer Jagdfliegerführer West. A 26 de janeiro de 1945 é renomeada para 16. Flieger-Division.

## Comandantes
| Começar                | Fim                    | Posto           | Último nome              |
| ---------------------- | ---------------------- | --------------- | ------------------------ |
| junho de 1943          | 15 de setembro de 1943 | Generalleutnant | Walter Schwabedissen     |
| setembro de 1943       | novembro de 1943       | Oberst          | Harry von Bülow-Bothkamp |
| 11 de novembro de 1943 | 5 de fevereiro de 1944 | Generalleutnant | Joachim-Friedrich Huth   |
| fevereiro de 1944      | 26 de janeiro de 1944  | Major General   | Karl Hentschel           |